# Königsweg (Prag)

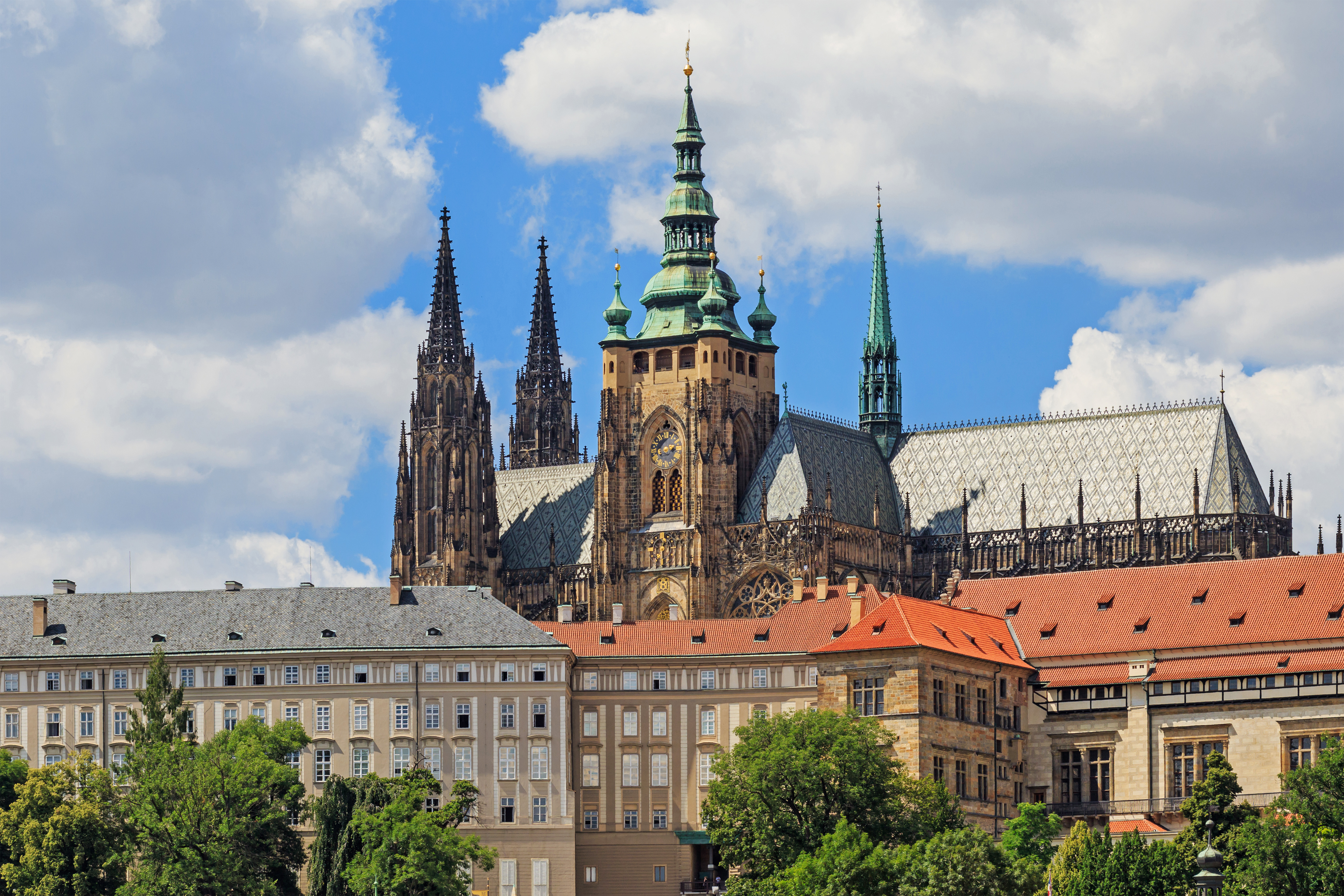
Blick zur Prager Burg mit Veitsdom, dem Ziel der Krönungsprozessionen

Königsweg (tschechisch: Královská cesta) ist der Name der historischen Strecke durch das Zentrum der tschechischen Hauptstadt Prag, über die die böhmischen Könige jahrhundertelang zu ihrer Krönung in den Veitsdom auf der Prager Burg fuhren. Obwohl nicht auf Prager Straßenkarten zu finden, hat der Königsweg heute noch als touristische Route Bedeutung. 

## Beschreibung

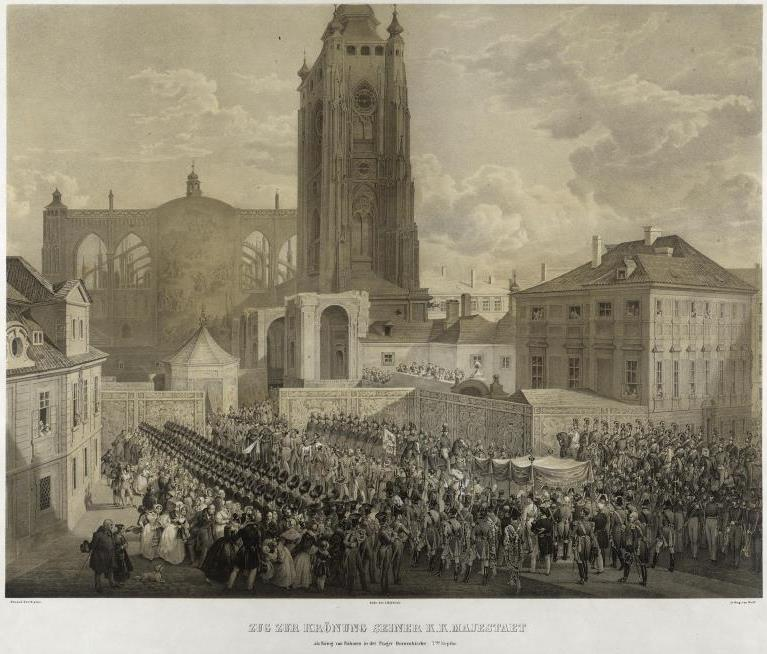
Die Krönung König Ferdinands I. im Jahr 1836

Die feierliche Krönungsprozession begann in der königlichen Residenz in der Altstadt, genannt Königshof (Králův dvůr). Sie befand sich auf dem heutigen Platz der Republik (Náměstí Republiky), an dem Ort wo heute das Gemeindehaus (Obecní dům) steht. Die böhmischen Könige nutzten sie seit Wenzel IV. (Václav IV.), als im 14. Jahrhundert die ehemalige mittelalterliche Residenz auf der Prager Burg ihren wachsenden Ansprüchen auf Luxus und Repräsentation nicht mehr genügte. Erst Vladislav II. (Vladislav Jagellonský) verlegte Ende des 15. Jahrhunderts seinen Sitz wieder auf die Prager Burg. Vom Königshof führt die Route unter dem Pulverturm über die Straße Celetná (Zeltnergasse) zum Zentrum der Altstadt, dem Altstädter Ring (Staroměstské náměstí), dann vorbei am Altstädter Rathaus mit der weltberühmten Rathausuhr zum Kleinen Ring (Malé náměstí), einem kleinen dreieckigen Platz, der zu den ältesten in Prag gehört. Weiter geht es durch die enge Karlsgasse (Karlova ulice) am ehemaligen Jesuitenkolleg Clementinum vorbei, über den Kreuzherrenplatz (Křižovnické náměstí) und unter dem Altstädter Brückenturm auf die berühmte Karlsbrücke. 
Auf der anderen Seite der Moldau führt die Route unter dem Kleinseitner Brückenturm und über die Brückengasse (Mostecká) auf den Kleinseitner Ring (Malostranské náměstí) und weiter vorbei an der Kirche des hl. Nikolaus, die durch ihre mächtige Kuppel den Platz dominiert, hinauf in die Nerudagasse (Nerudova ulice). Bis zum 17. Jahrhundert ging man weiter hinauf durch die Straßen Úvoz zum Brandplatz (Pohořelec). Hier, in der Nähe des Klosters Strahov bog die Route scharf nach rechts ab und führte weiter über den Loretoplatz (Loretánské náměstí) und durch die Loretostraße (Loretánská ulice) bis zur Prager Burg. Erst im 17. Jahrhundert wurde von der Nerudagasse durch den Felsen der direkte Aufstieg zur Prager Burg, die Straße Ke Hradu (Zur Burg), gehauen. 

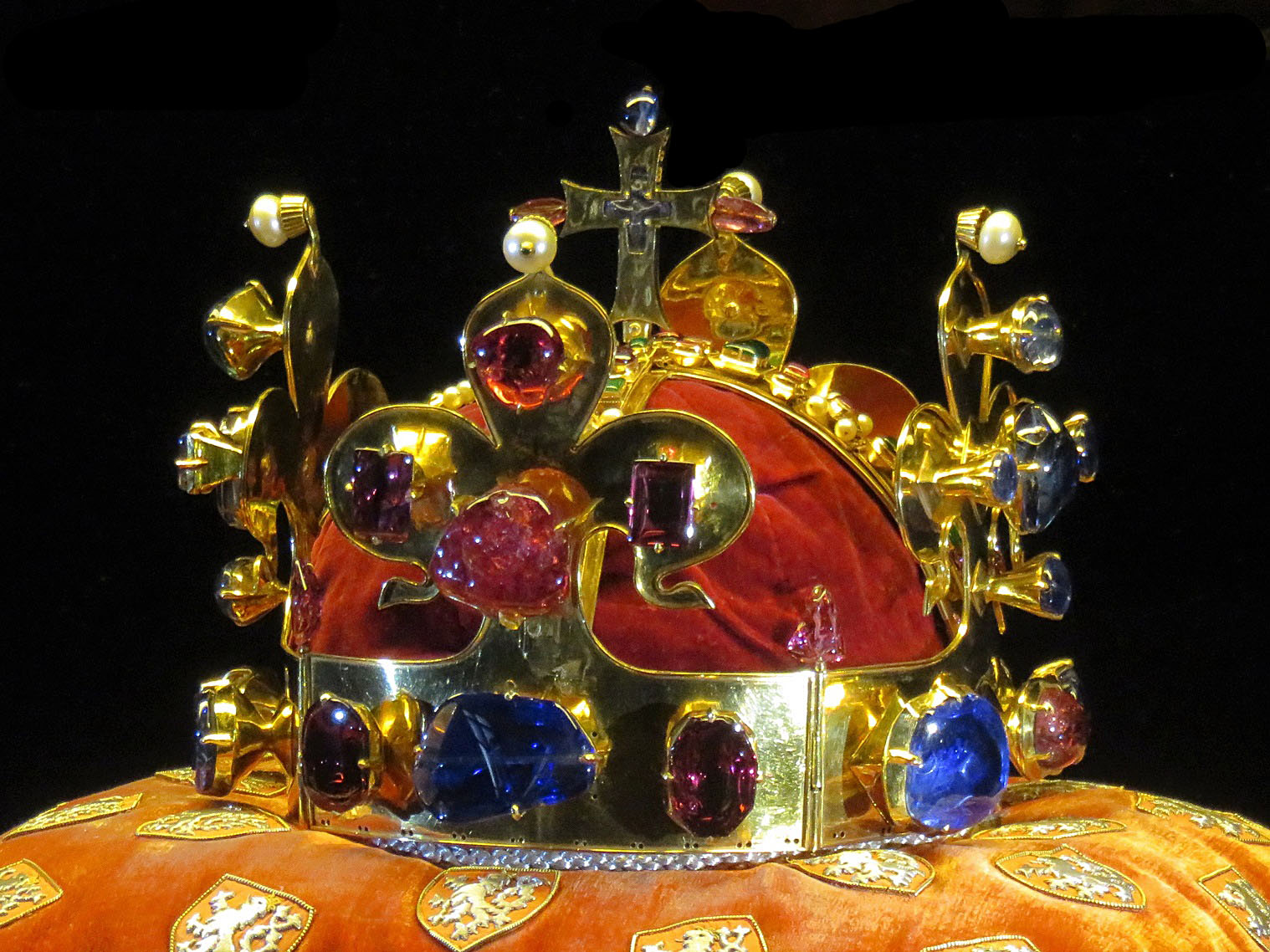
Wenzelskrone, mit der seit Karl IV. die böhmischen Könige gekrönt wurden

Der Königsweg endete im Veitsdom, in den die Prozession durch die sogenannte Goldene Pforte eintrat und in dem dann in einem feierlichen Gottesdienst die Krönungszeremonie stattfand. Der König empfing aus der Hand des Prager Erzbischofs die Wenzelskrone und die weiteren Krönungsinsignien und wurde mit dem geweihten Öl gesalbt. Gleichzeitig mit dem König oder auch einige Tage später, wurde auch dessen Ehefrau zur böhmischen Königin gekrönt.
Die feierliche Prozession durch Prag demonstrierte die Verbundenheit der Hauptstadt mit dem König und betonte die Bedeutung Prags als Zentrum des Königreiches. Die Häuser, die Paläste und die Kirchen entlang der Route waren reich geschmückt und die Bürger, die die Straßen säumten, huldigten ihrem neuen König. Die Prozession blieb öfters stehen und traf auf Vertreter der Zünfte, der Schulen, der kirchlicher Orden, der Truppen und der Vertreter aller Prager Rathäuser und anderer Gruppen. Der Zug war begleitet vom Glockengeläut, Musik, Gesang und Kanonenschüssen.
Diese Route der Krönungsprozession etablierte sich im 15. Jahrhundert. Als Erster folgte ihr Albrecht II. (Albrecht II. Habsburský) im Jahr 1438, und als letzter der österreichische Kaiser und letzte gekrönte böhmische König Ferdinand I. (Ferdinand I. Dobrotivý) im Jahr 1836. Den Königsweg nutzten fast alle böhmischen Könige auf ihrem festlichen Einzug zur Krönung in den Veitsdom. Seine Bedeutung büßte der Königsweg nicht ein, als Vladislav II. Ende des 15. Jahrhunderts seine Residenz aus der Altstadt auf die Prager Burg verlegte, und auch dann nicht, als die Habsburger ihren Sitz von Prag nach Wien verlegten. Auch wichtigen ausländischen Abordnungen oder bedeutenden Gästen wurde auf dem Königsweg ein feierlicher Empfang in der Hauptstadt bereitet.

## Heutige Bedeutung
Der Königsweg ist heute die bekannteste touristische Route durch die Prager Innenstadt. Sie ist etwa 3,9 km lang (mit der Abkürzung über die Straße Ke Hradu etwa 3,1 km). Beim Anstieg zur Burg beträgt der zu überwindende Höhenunterschied etwa 65 Meter.

## Der Königsweg in Bildern

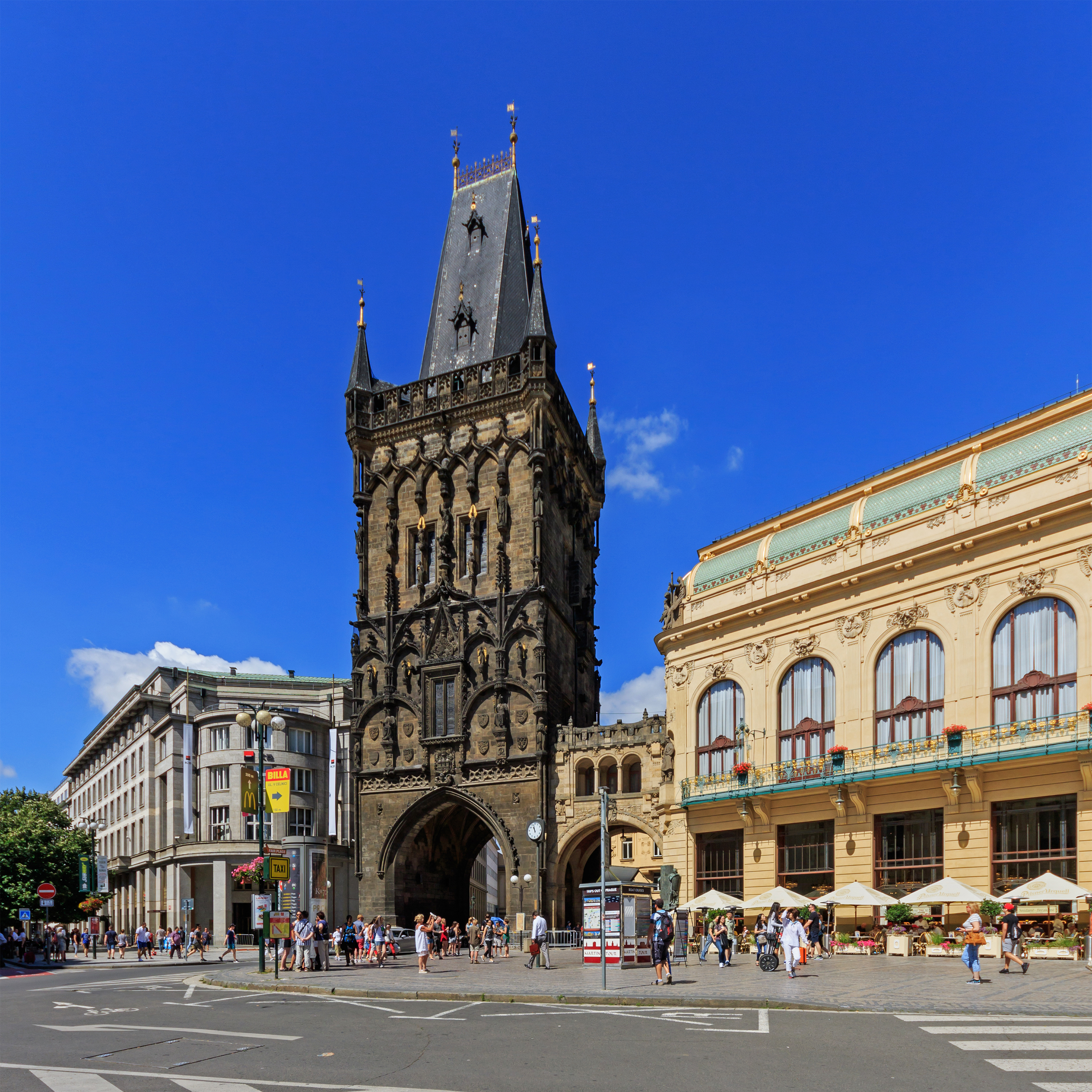
Platz der Republik mit dem Pulverturm: Hier beginnt der Königsweg
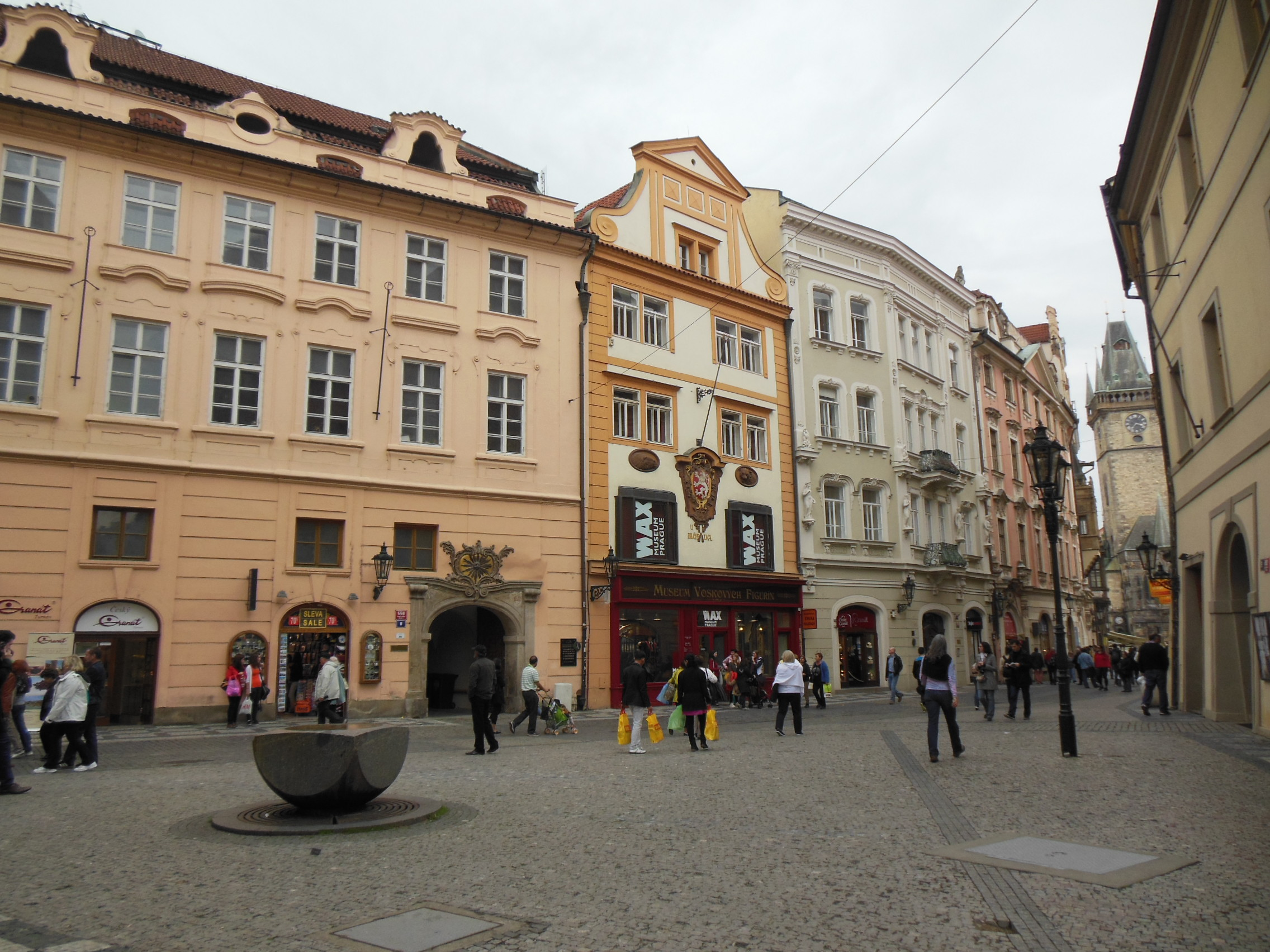
Straße Celetná
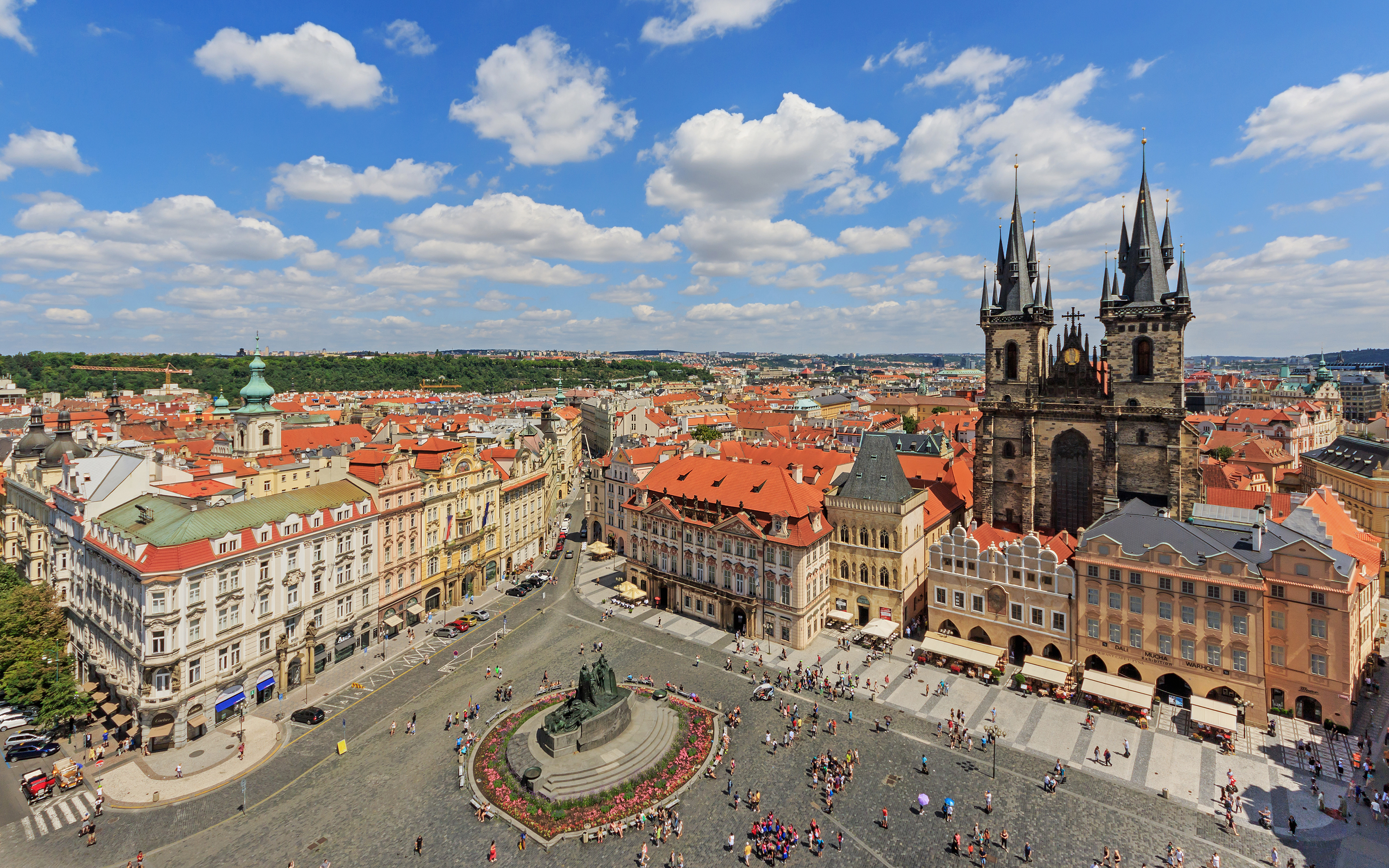
Altstädter Ring
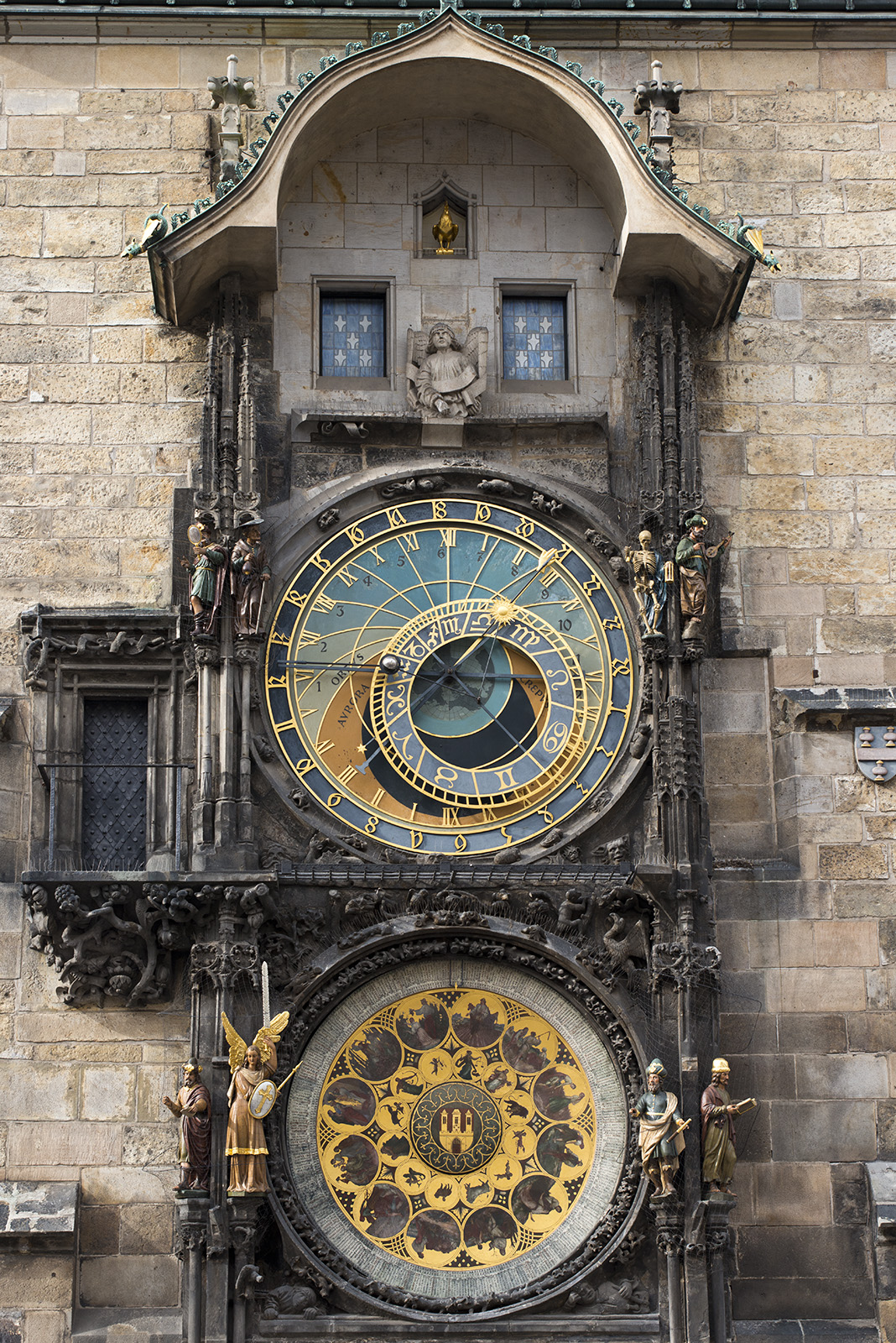
Rathausuhr
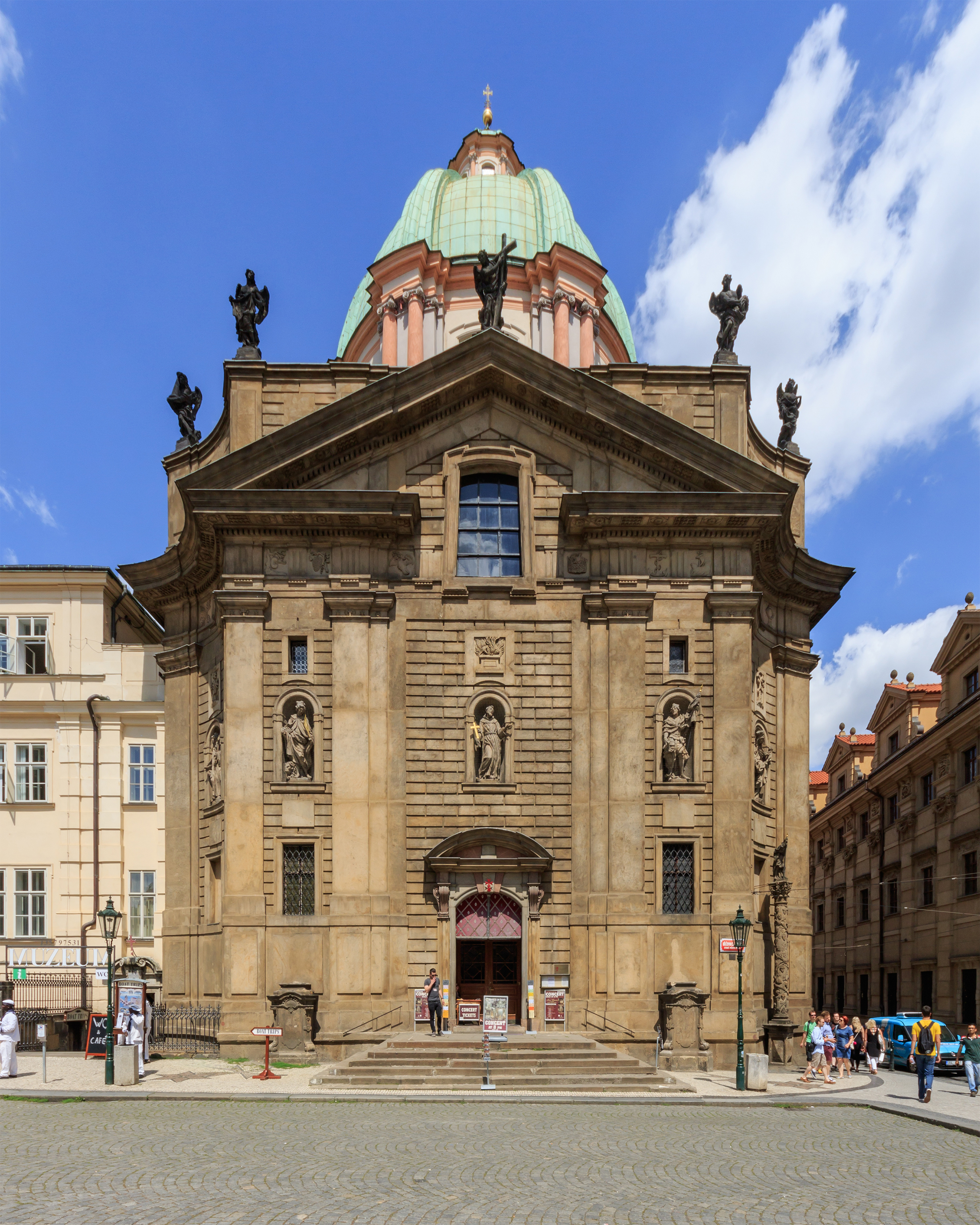
Kreuzherrenkirche auf dem Kreuzherrenplatz
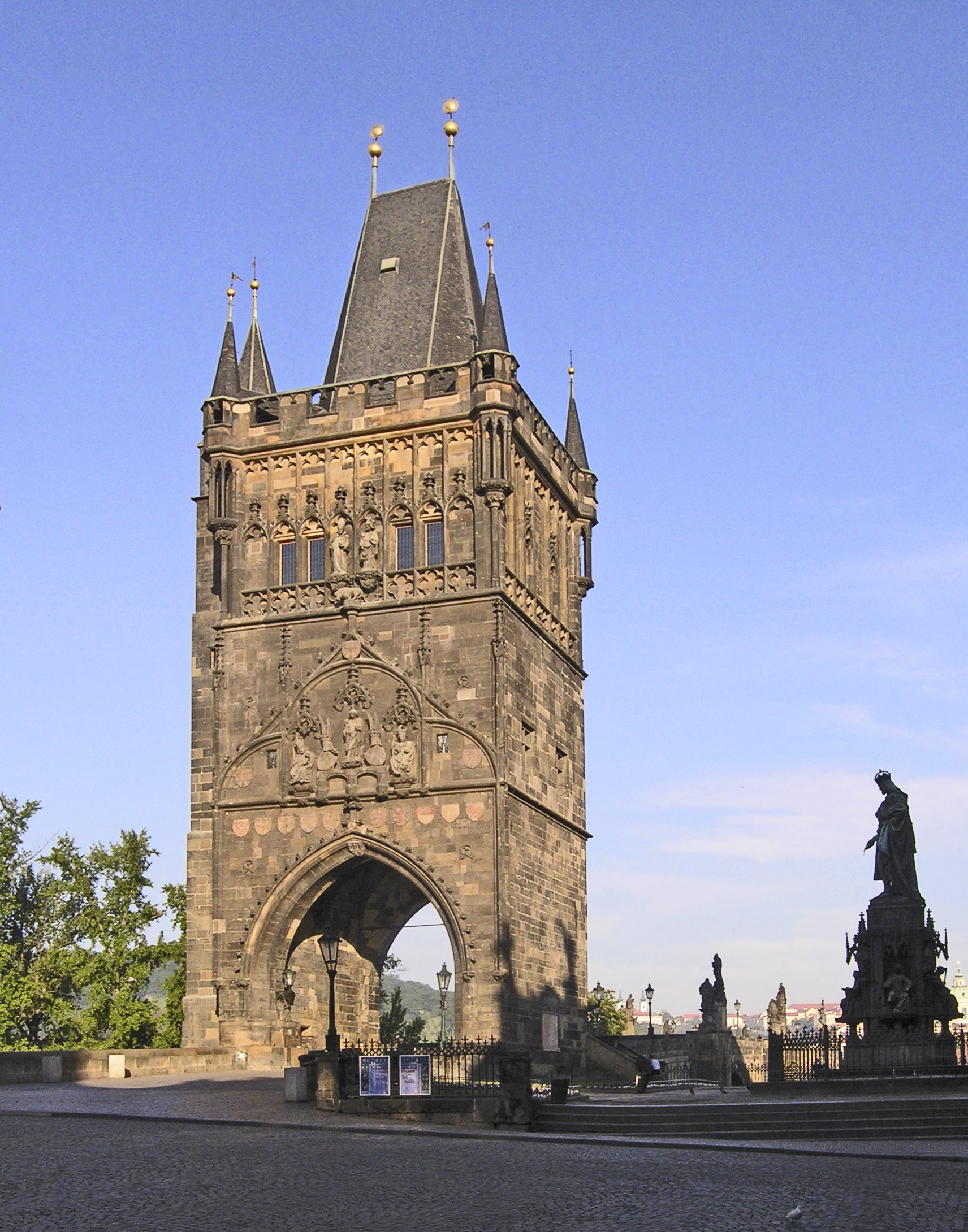
Altstädter Brückenturm
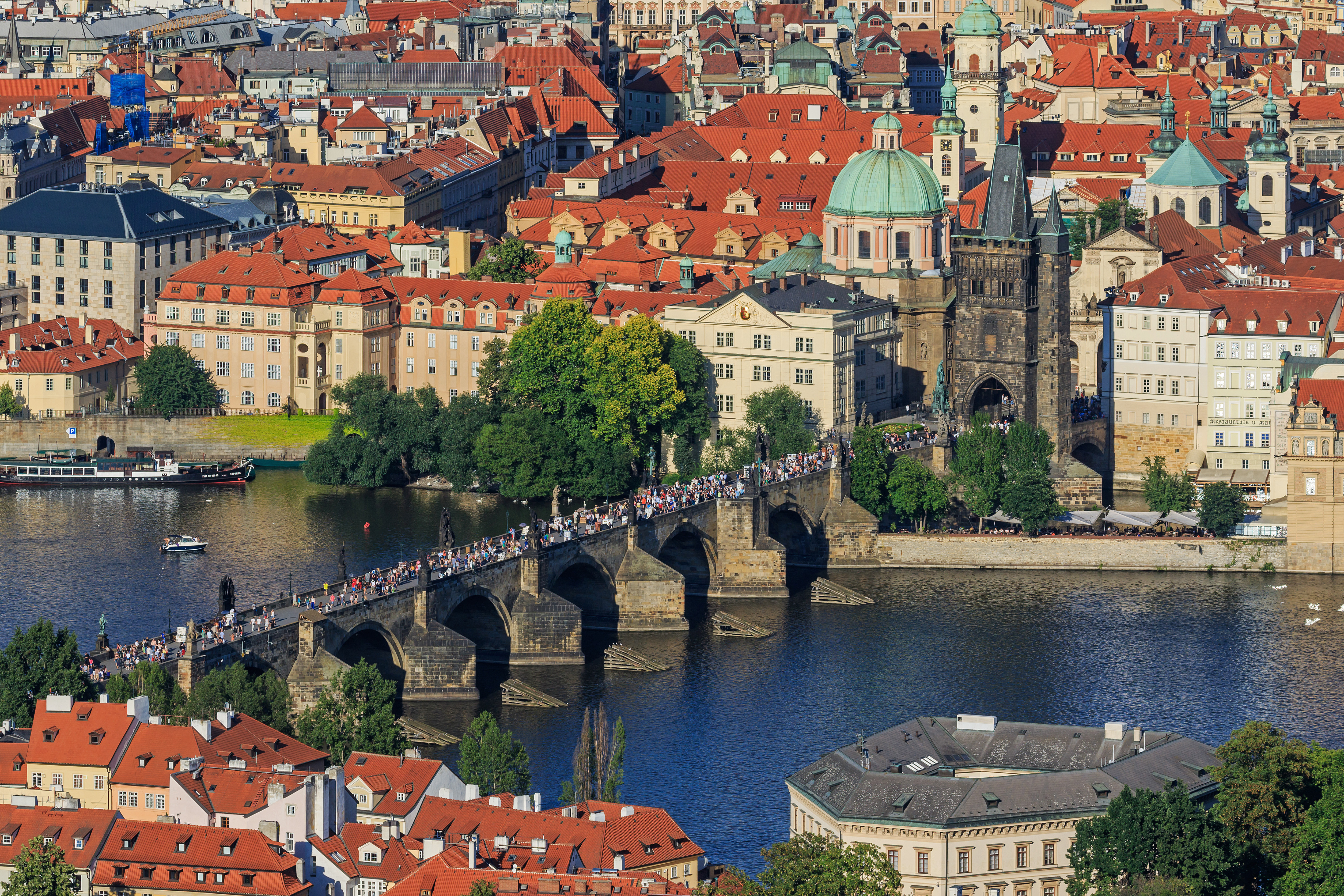
Karlsbrücke
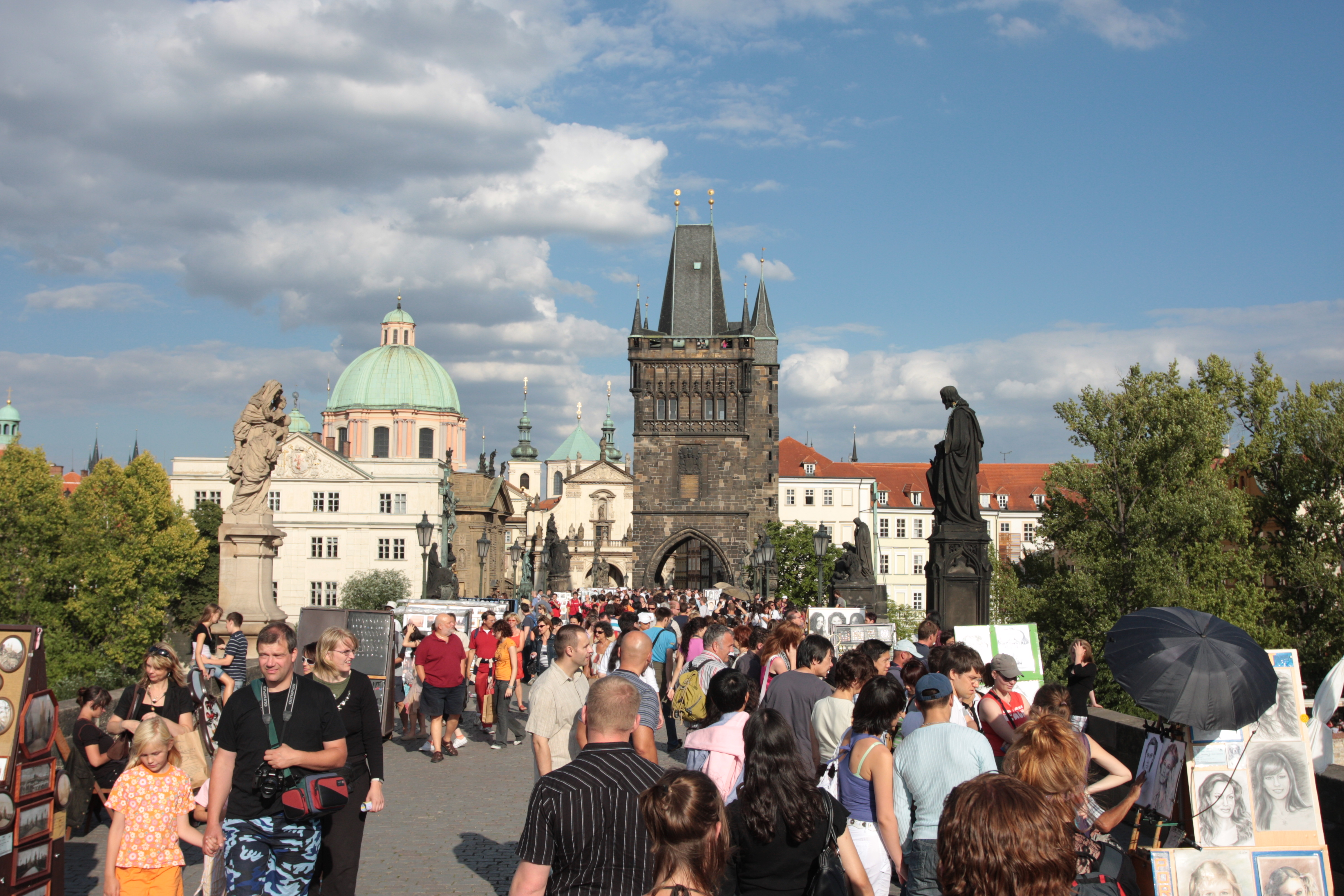
Touristen auf der Karlsbrücke
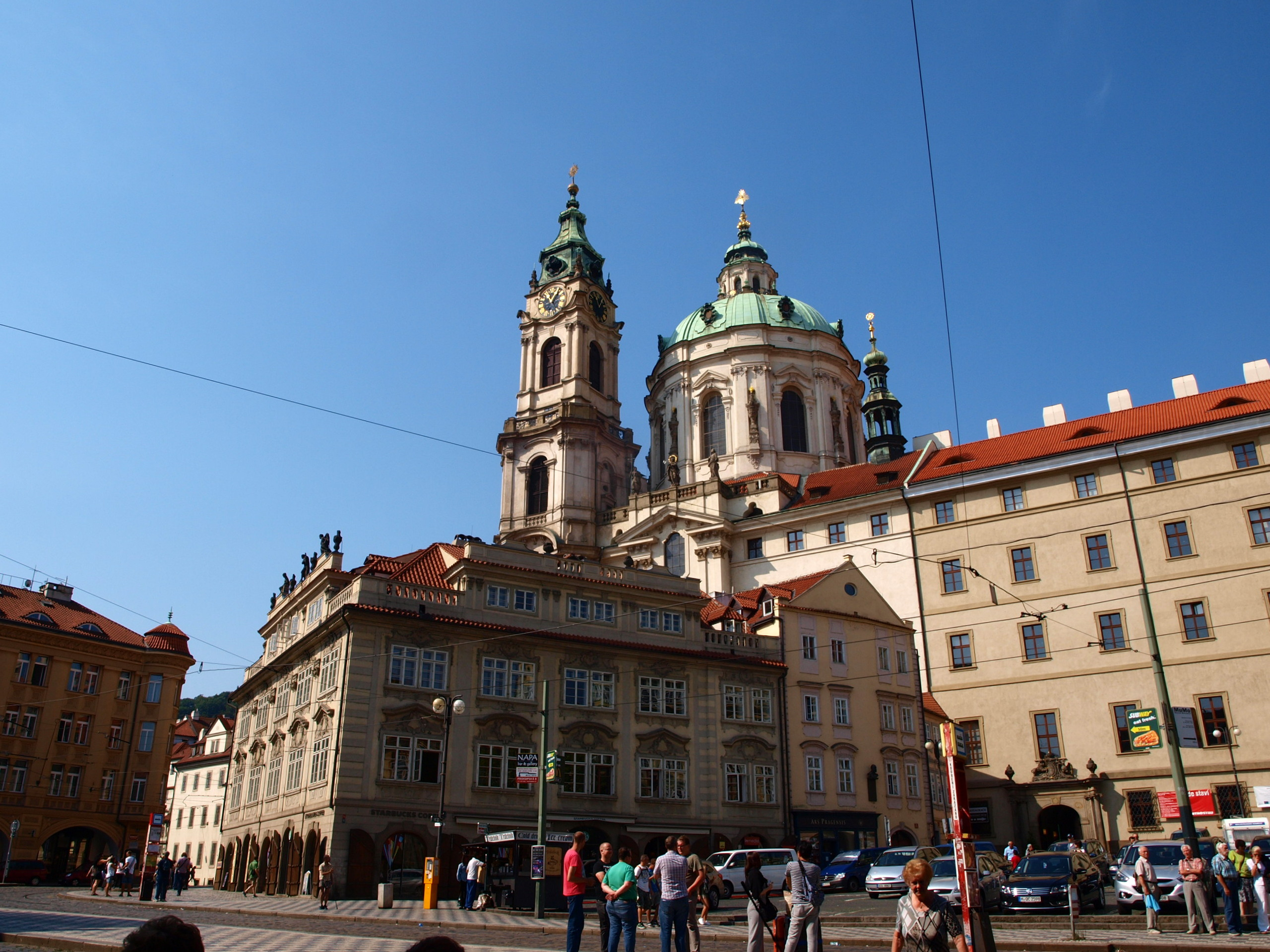
Kleinseitner Platz mit der Nikolauskirche
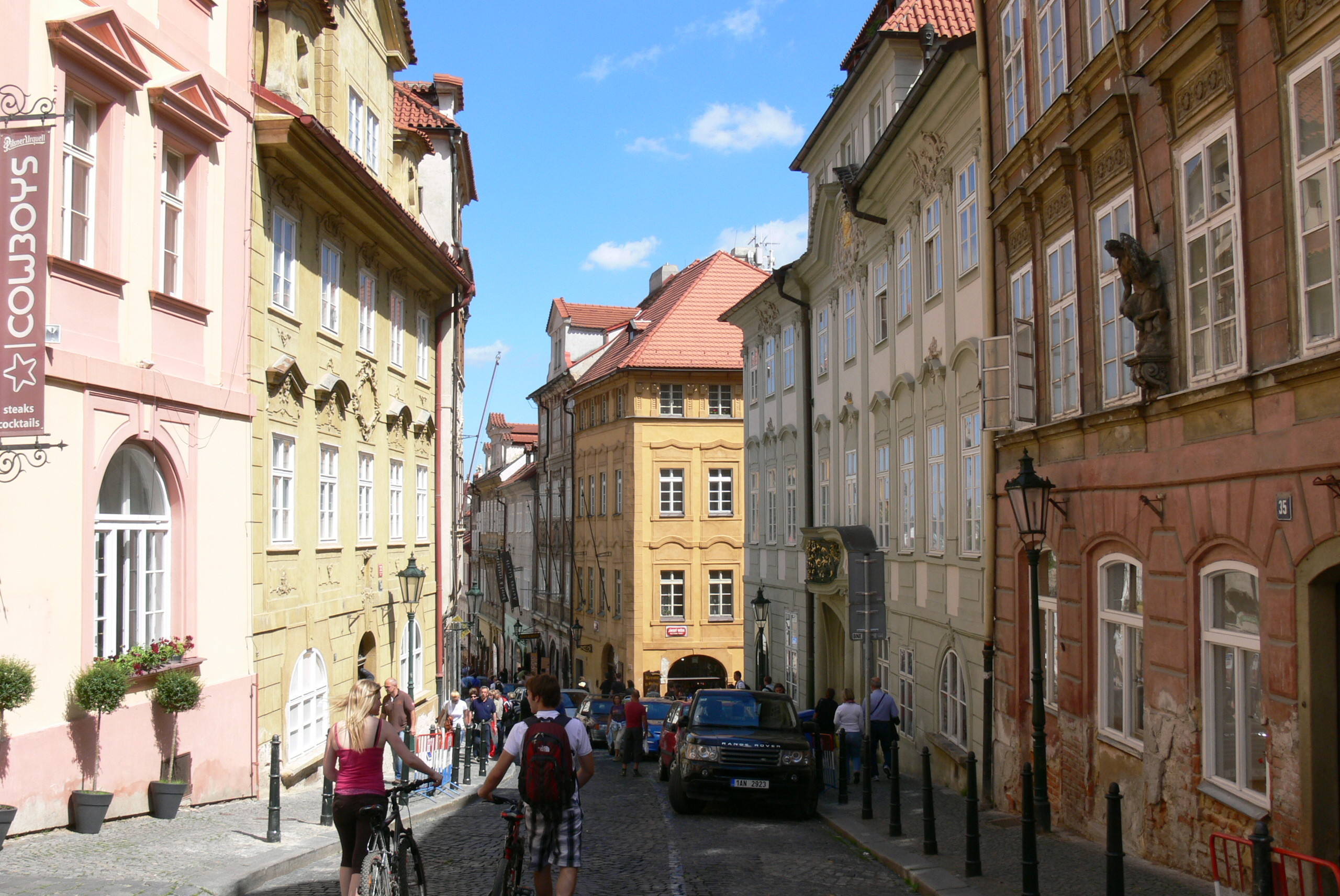
Nerudagasse
Veitsdom: Hier endet der Königsweg